# Gre-No-Li, Nacka & Co.
Gre-No-Li, Nacka & Co. är en svensk dokumentärfilm i kortfilmsformat från 1951 i regi av Carl-Adam Nycop och Gert Engström. Filmen visar hur svenska fotbollsspelare lever med sina fina familjer i Italien.

### Fotnoter
1. ↑  ”Gre-No-Li, Nacka & Co.”. Svensk Filmdatabas. http://sfi.se/sv/svensk-filmdatabas/Item/?itemid=4317&type=MOVIE&iv=Basic&ref=/templates/SwedishFilmSearchResult.aspx?id%3d1225%26epslanguage%3dsv%26searchword%3dGre-No-Li,+Nacka+%26+Co.%26type%3dMovieTitle%26match%3dBegin%26page%3d1%26prom%3dFalse. Läst 9 april 2013.